# Somain, Nord

Somain este o comună în departamentul Nord, Franța. În 1 ianuarie 2022 avea o populație de 11.902 de locuitori.